# Bikaner
Bikaner är en stad i Tharöknen i nordvästra Indien, cirka 50 mil väster om Delhi. Den är administrativ huvudort för distriktet Bikaner i delstaten Rajasthan. Befolkningen uppgick till cirka 640 000 invånare vid folkräkningen 2011. Bikaner var huvudstad i ett furstendöme med samma namn, som existerade från slutet av 1400-talet till 1949.